# 红河堂区 (路易斯安那州)
紅河堂區（英語：Red River Parish）是美國路易斯安那州西北部的一個堂區，紅河流經堂區內（這是堂區名的由來）。面積1,041平方公里。根據美國人口2000年普查，共有人口9,622人。治所庫沙塔 (Coushatta)。
成立於1871年3月2日。